# Inodrillia dido
Inodrillia dido är en snäckart som beskrevs av Bartsch 1943. Inodrillia dido ingår i släktet Inodrillia och familjen Turridae. Inga underarter finns listade i Catalogue of Life.